# ورزشگاه یونیورسیتاریو
ورزشگاه یونیورسیتاریو (اسپانیایی: Estadio Universitario‎) یک ورزشگاه فوتبال در شهر گوادالاخارا، خالیسکو، مکزیک است.
این ورزشگاه که در سال ۱۹۶۷ تأسیس شده دارای ۴۱٬۶۵۰ نفر ظرفیت و میزبان جام جهانی فوتبال ۱۹۸۶ بوده است.